# Моеззабад-э-Джебри
Моеззаба́д-э-Джебри́, или Моеззаба́д, или Мое́з Аба́д, или Моезаба́д Корба́ль (перс. معز آباد جابری‎) — небольшой город на юге Ирана, в провинции Фарс. Входит в состав шахрестана  Шираз. По данным переписи, на 2006 год население составляло 5 654 человек.

## География
Город находится в центральной части Фарса, в горной местности юго-восточного Загроса, на высоте 1 593 метров над уровнем моря.
Моеззабад-э-Джебри расположен на расстоянии приблизительно 75 километров к востоку-юго-востоку (ESE) от Шираза, административного центра провинции и на расстоянии 710 километров к юго-юго-востоку (SSE) от Тегерана, столицы страны.